# Ордеса-і-Монте-Пердідо
Ордеса-і-Монте-Пердідо — національний парк в іспанських Піренеях, у провінції Уеска.
Національний парк, найстаріший в Піренеях, був організований 16 серпня 1918 року. Головна пам'ятка — гірська вершина Монте-Пердідо (3355 м н.р.м.), внесена в 1997 році в список Всесвітньої спадщини ЮНЕСКО. Близько 600 000 чоловік відвідують парк щороку.
У долині річки Ордеса розташовані найглибші каньйони європейського континенту з химерними скелями, які схожі на скелі Гранд-Каньона, але з більшою кількістю рослинності.
На території, що охороняється, збереглися рослини і тварини, які до теперішнього часу зникли у більшій частині Європи (напр., бурий ведмідь і стерв'ятник).

## Ресурси Інтернету
- Вікісховище має мультимедійні дані за темою: Ордеса-і-Монте-Пердідо
- Офіційний сайт (ісп.)
- Флора и фауна Ордеса-і-Монте-Пердідо (ісп.)
- Ордеса-і-Монте-Пердідо на сайті birdinginspain.com (англ.)

## Фототека

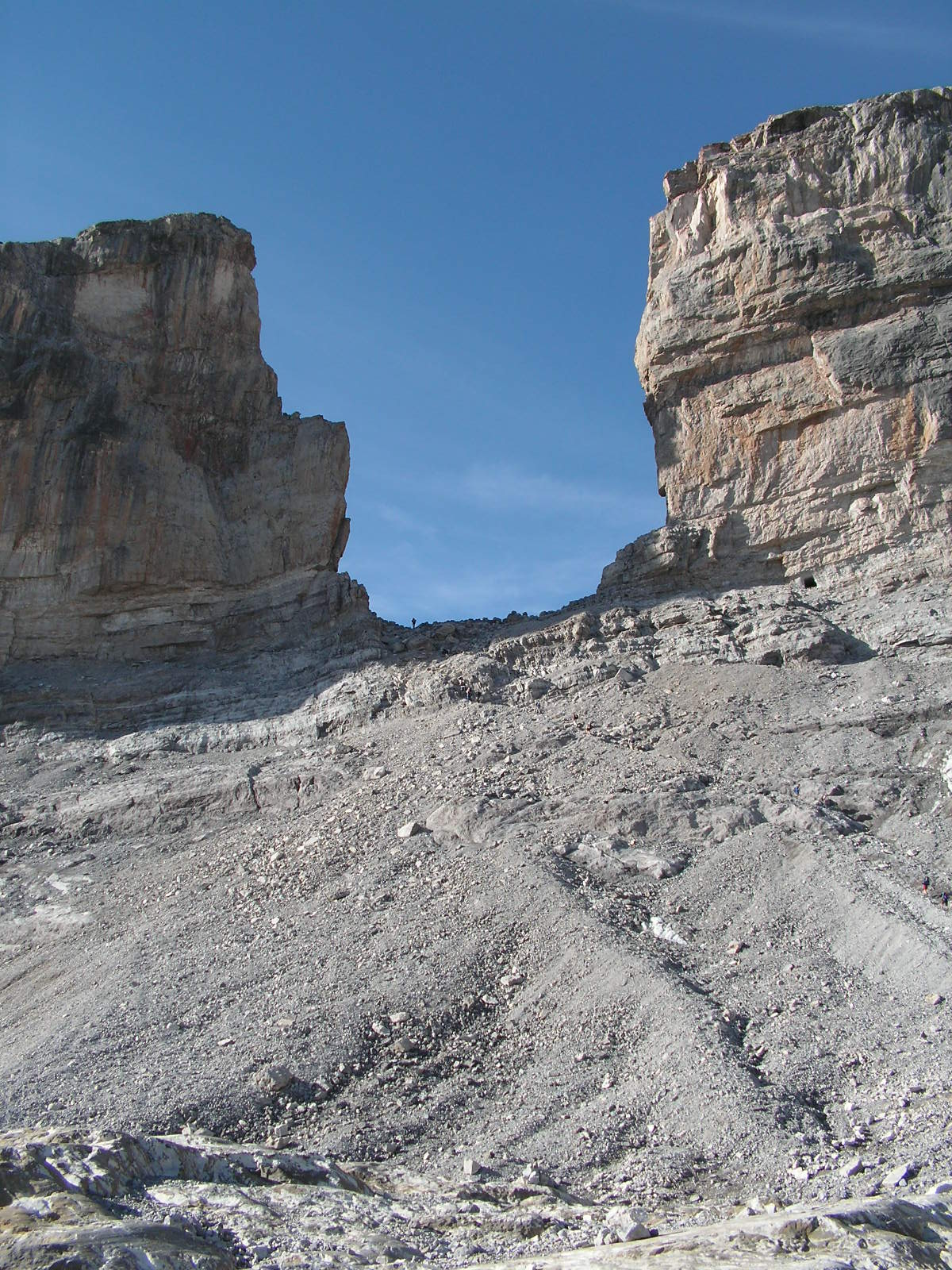
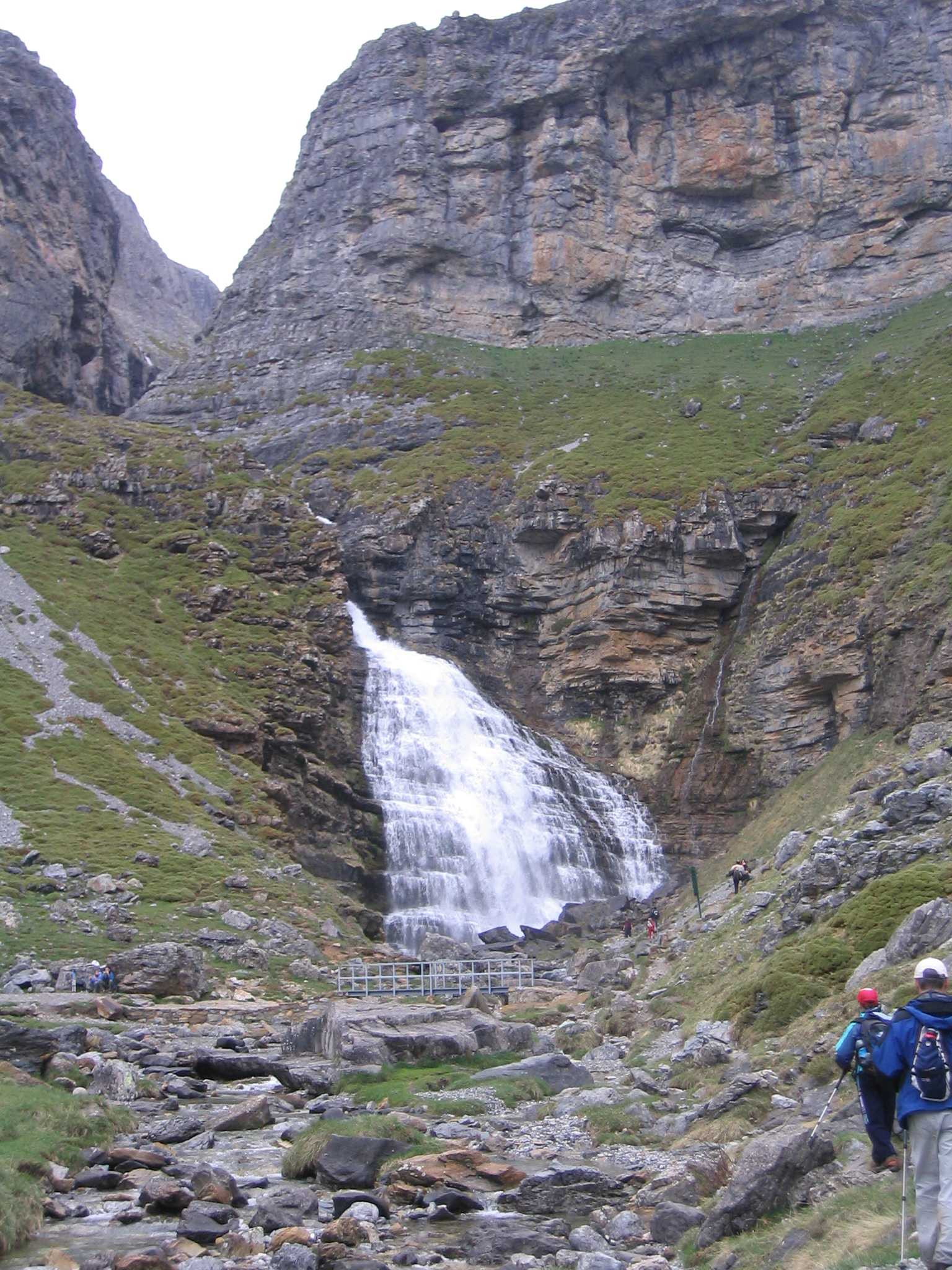
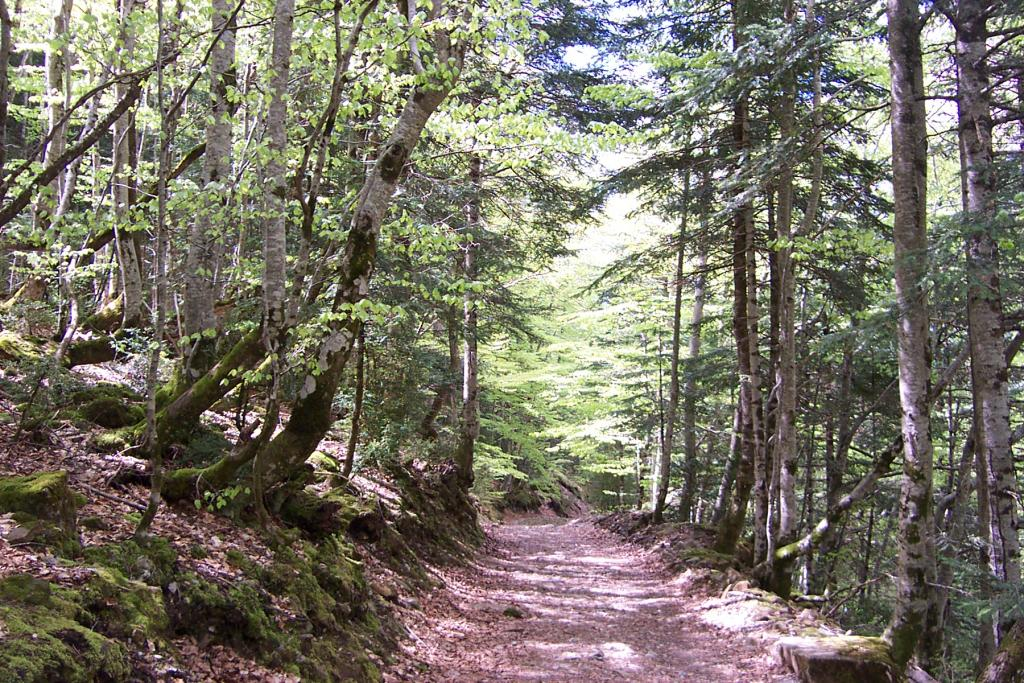
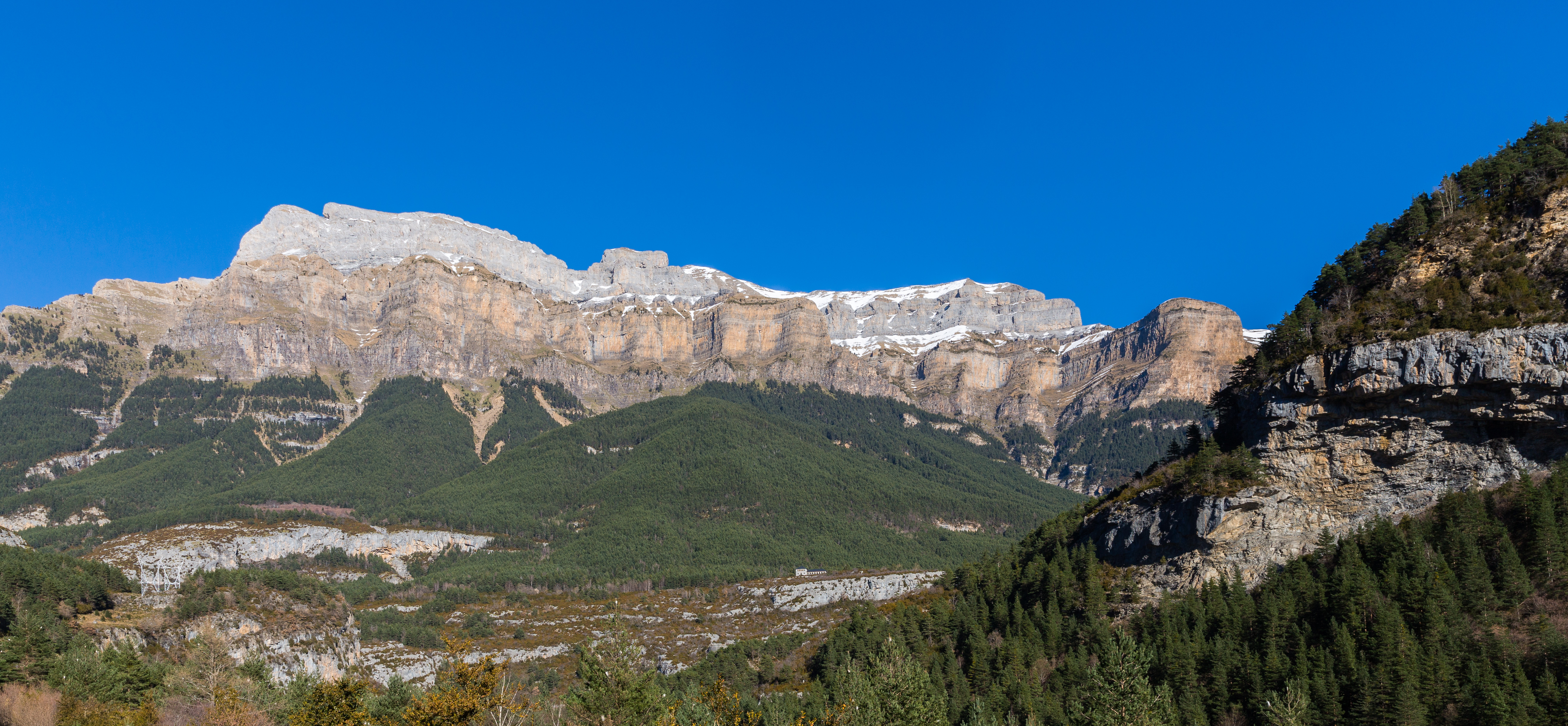
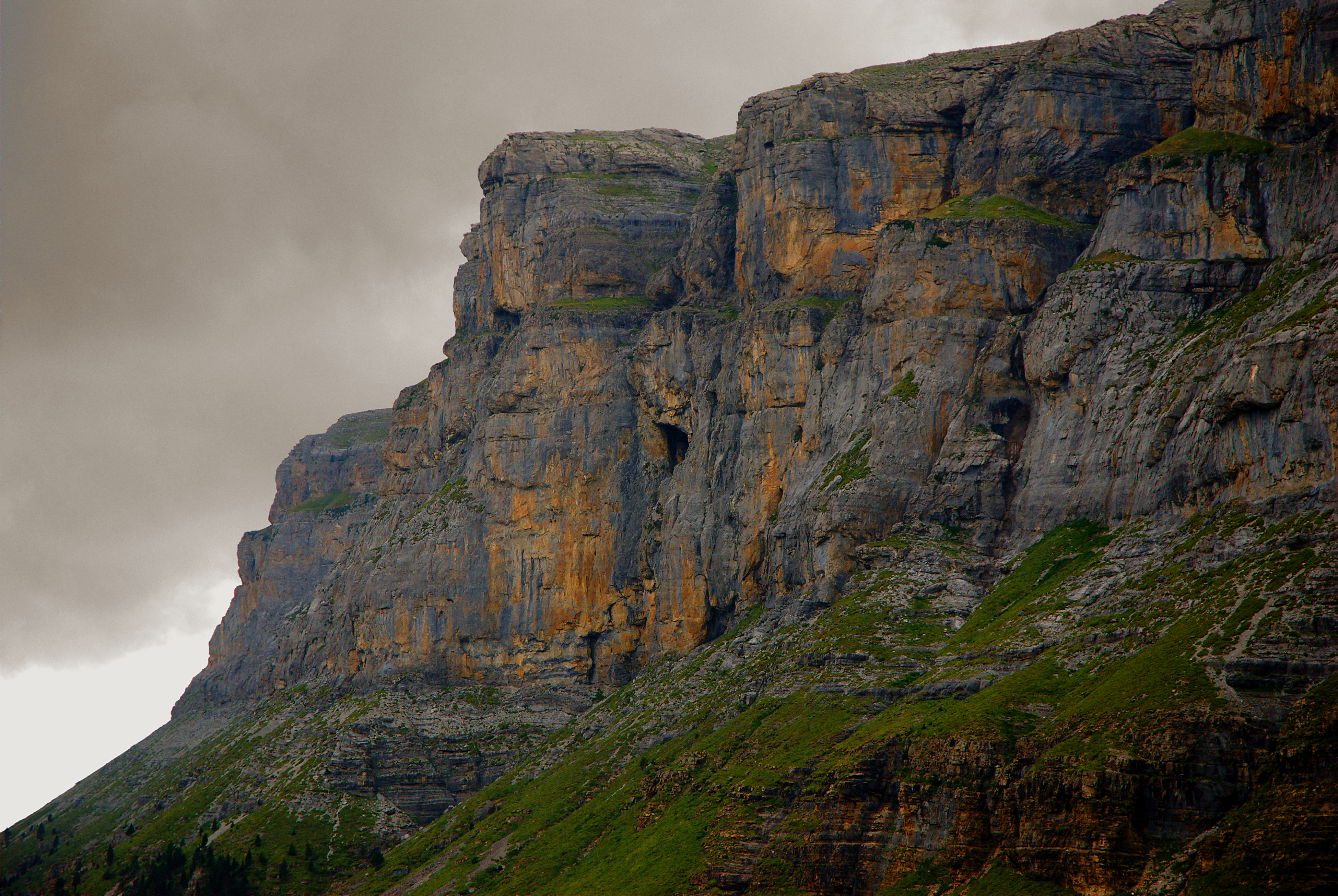